# Carapa palustris
Carapa palustris är en tvåhjärtbladig växtart som först beskrevs av Georges Charles Clément Gilbert, och fick sitt nu gällande namn av Kenfack. Carapa palustris ingår i släktet Carapa och familjen Meliaceae. Inga underarter finns listade i Catalogue of Life.